# Acetilén
Az acetilén, más néven etin (vegyjele: C2H2), gáz halmazállapotú, telítetlen szénhidrogén. Edmund Davy ír kémikus állította elő 1836-ban.
A név a latin acetum (sav) és a görög ξυλεία (fa, faanyag) szó összevonásából keletkezett.

## Előállítása
Kalcium-karbid (CaC2) és víz reakciójából lehet előállítani, vagyis a kalcium-karbid vízzel érintkezve acetiléngázt fejleszt. A reakció heves hőfejlődéssel jár, miközben karbidmész-iszap keletkezik. 1 kg karbidból elméletileg 369 liter acetiléngáz fejleszthető. A gyakorlatban ez a karbid tisztaságától (szemcsenagyságától) függően 200-300 liter gáz.
Mivel a karbidgyártás nagy energiaigénye miatt nagyon költséges, ezért ipari méretekben (Magyarországon is) inkább metánból állítják elő.
2 CH4 → C2H2 + 3 H2

## Jellemzői
- Az acetilén rendkívül labilis, könnyen szétesik alkotóelemeire, intenzív hőfejlődés mellett. Igen érzékeny a nyomásra és a hőre. Nem mérgező, színtelen; tiszta állapotban majdnem szagtalan gáz (a technikai acetilén szagát szennyeződések okozzák),[3] légköri nyomáson oxigénnel keveredve már 160 °C-on vagy 1,5-2 bar nyomás felett, oxigén jelenléte nélkül is, környezeti hőmérsékleten hajlamos a bomlásra és robbanásra.
- Az „A” tűzveszélyességi osztályba tartozik, gyulladási hőmérséklete 335 °C, robbanási határértéke igen tág: 1,5-82 (oxigénnel 93) térfogatszázalék között mozog.
- Az acetilén 22 bar nyomáson 0 °C-on cseppfolyósodik (légköri nyomáson −83,4 °C a forráspontja), folyékony állapotában rendkívül veszélyes robbanóanyag.
- 1 kg acetilén bomlási energiája majdnem 2 kg trinitrotoluol (TNT) energiamennyiségével egyenértékű.
- A karbidból előállított gáz kis mértékben – szennyezőként – más gázokat is tartalmazhat (például foszfint, ami az acetilén édeskés szagát adja).

## Felhasználási területei

### Hegesztés és lángvágás
- Az acetilénnel történő hegesztés két módon történhet:

1. gázfejlesztőből nyert gázzal
2. palackban tárolt gázzal

- A gázfejlesztő készülékek két alaptípusba sorolhatók:

1. a karbid adagolása a vízbe
2. víz adagolása a karbidhoz

Mindkettőnek azonos a működési elve: a fejlesztett gázt többlépcsős szűrési eljárás után azonnal felhasználják.
- A másik mód a palackos felhasználás; ez a disszugáz.

### Világítás
Két főtípusa van:
1. a kisebb méretű karbidlámpák, amelyeket a bányászatban, barlangászatban, autókon, hintókon, alkalmaztak és alkalmaznak. Ezeknél a gázfejlesztő tartályból egy rövid cső segítségével azonnal az égőfejhez vezetik a gázt, és ott meggyújtva használják.
2. közvilágítás célt szolgáló lámpák, ahol központi gázfejlesztő egységből hosszú csővezetéken vezetik a lámpaoszlopokra az acetiléngázt.

A világon elsőként Tatán, 1897. július 24-én este fél kilenckor, 21 helyen gyulladtak fel utcai acetilénlámpák.[forrás?]

### Műanyaggyártás
Az etin savaddíciója sósavval:
C2H2 + HCl → CH2=CH–Cl (vinil-klorid)
A vinil-kloridot katalizátorral polimerizálják, ebből keletkezik a poli-vinil-klorid (PVC).
Műgumit és másfajta műanyagot is előállítanak acetilénből.

### Egyéb felhasználások
Az etinből két lépéssel etén, majd etán keletkezik (hidrogénaddíció).
C2H2 + H2,katalizátor (Pd/Pt) → C2H4
C2H4 + H2,katalizátor (Ni) → C2H6
Az etin halogénaddíciója is hasonlóan történik, katalizátor nélkül.